# ジョニィへの伝言
｢ジョニィへの伝言｣（ジョニィへのでんごん）は、1973年（昭和48年）3月にリリースされた日本のバンド・ペドロ&カプリシャスの4番目のシングルである。ペドロ&カプリシャスの代表曲のひとつである。

## 解説
- ペドロ&カプリシャスのボーカルが2代目の高橋まり（現：髙橋真梨子）に変わった際の1曲目の作品であり、高橋はこの曲でレコードデビューした。
- 発売当初は全く売れなかったが[1]、1973年の夏が過ぎる頃から少しずつ売れ始め[2]、累計売上は50万枚近い大ヒットとなった[3]。
- オリコンチャートでは24位留まりだが、100位以内には42週間ランクイン、シングル売上枚数は24.8万枚を記録するヒット作となった。
- ペドロ&カプリシャスは同曲で、翌1974年暮れの「第25回NHK紅白歌合戦」に初出場を果たした。
- 作詞した阿久悠は、なかにし礼（日本語詞担当）がペドロ&カプリシャスの前のメンバーに提供し、大ヒットさせた｢別れの朝｣に負けられないと、新しさを感じさせる作品にしたいと工夫したという [4]。登場人物が外国人であったり、景色や主人公の女性の行動が日本や日本人にもないと感じられたことから、「無国籍ソング」などとも言われた[4]。
- 阿久が本作品の少し前に鹿内孝に提供した｢本牧メルヘン｣の歌詞には“ジョニィ”ではなく、“ジョニィー”という人名が出てくるが、本作では“ジョニィ”とつづっている。それには大した理由はなかったが、先にできていたメロディーの最初の4音に合わせる際に、“ジョニィ”としたかもしれないと阿久は推測しており、作詞した自身が「“ジョニー”への伝言」と間違ってつづって（編集の）担当者に訂正されることもあったという[4]。
- B面の「ある日・出逢い」は、1974年のテレビドラマ「日本沈没」の第8話に挿入歌として使用された。
- 後年、ソロアーティストになった髙橋真梨子自身によってもカバーされている（1983年、アルバム『5th Love Affair』）[5]。

## 収録曲
（全作詞：阿久悠／作曲・編曲：都倉俊一）
1. ジョニィへの伝言
2. ある日・出逢い

## カバー
- 1974年3月、あべ静江（アルバム『突然の愛』）
- 1974年4月、尾崎紀世彦（アルバム『尾崎紀世彦 アルバムNo.8』）
- 2008年7月、鈴木雅之（アルバム『歌鬼 (Ga-Ki) 〜阿久悠トリビュート〜』）
- 2008年11月、モーニング娘。（アルバム『COVER YOU』）
- 2008年12月、SPEED（アルバム『VISION FACTORY COMPILATION 〜阿久悠、作家生活40周年記念〜』）
- 2010年8月、野口五郎（アルバム『GORO Prize Years, Prize Songs ～五郎と生きた昭和の歌たち～』）
- 2013年9月、島津亜矢（アルバム『SINGER 2』）
- 2014年8月、岩崎宏美（アルバム『Dear Friends VII 阿久悠トリビュート』）
- 2017年9月、石井竜也（アルバム『DIAMOND MEMORIES』）
- 2019年4月、つるの剛士（アルバム『つるの剛士ベスト』）
- 2020年11月、宮本浩次（アルバム『ROMANCE』）